# Struktura (powieść)
Struktura – powieść science-fiction Michała Protasiuka opublikowana w lutym 2009 roku nakładem Wydawnictwa Dolnośląskiego. W 2010 roku książka otrzymała Nagrodę Literacką im. Jerzego Żuławskiego.